# John Landauer
John Landauer (geboren 17. April 1848 in Braunschweig; gestorben 15. September 1924 ebenda) war ein deutscher Chemiker und Kaufmann jüdischen Glaubens.

## Leben
John Landauer war Kaufmann und Inhaber der Firma J. Landauer Baumwoll- und Leinenfabrikation in Braunschweig.
Als Chemiker hat er vor allem durch seine Arbeiten über die Löthrohranalyse (1876) und die Spectralanalyse (1896) Bekanntheit erlangt.
John Landauer war Mitglied des Vereins für Naturwissenschaften in Braunschweig und wurde am 2. Februar 1889 unter der Präsidentschaft des Physikers Hermann Knoblauch unter der Matrikel-Nr. 2832 als Mitglied in die Kaiserliche Leopoldino-Carolinische Deutsche Akademie der Naturforscher aufgenommen.
Von 1879 bis 1921 war er Vorsitzender der jüdischen Gemeinde Braunschweig.
John Landauer war verheiratet mit Anna Landauer, geb. Scheuer (geb. 31. März 1859 in Düsseldorf, gest. 14. März 1943 in Braunschweig).
Anna Landauer, deren Wohnhaus Am Gaußberg 1 im Jahre 1942 zwangsenteignet wurde, musste daraufhin im Alter von 83 Jahren in das „Judenhaus“ Hagenbrücke 6/7 umziehen. Wenig später beging sie am 14. März 1943, zwei Tage vor ihrer Deportation in das KZ Theresienstadt, Suizid. Ihre Tochter Gerda, verheiratete Leyser (geb. 10. Juni 1891) starb 1943 im Zwangsarbeitslager Trawniki.
Das Familiengrab der Eheleute Landauer und ihres Sohnes Kurt (1885–1943) befindet sich auf dem Jüdischen Friedhof an der Helmstedter Straße in Braunschweig.

## Schriften
- Die Löthrohranalyse. Anleitung zu qualitativen chemischen Untersuchungen auf trockenem Wege. Mit Freier Benutzung von William Elderhorst's Manual of Qualitative Blowpipe Analysis. Haering, Braunschweig 1876 Digitalisat
- mit James Taylor und William E. Kay: Blowpipe analysis. Macmillan, London 1879 Digitalisat
- Nekrolog Julius Ottmer. In: 4. Jahresbericht des Vereins für Naturwissenschaft zu Braunschweig für die Vereinsjahre 1883/84 und 1885/86, Vieweg, Braunschweig 1887, S. 225–230 PDF
- Die Spectralanalyse. Vieweg, Braunschweig 1896
- mit John Bishop Tingle: Spectrum analysis. Wiley, New York und Chapman & Hall, London 1898 Digitalisat